# Martin Tietze
Martin Tietze (ur. 23 października 1908, zm. 13 września 1942 w Rosji) – saneczkarz startujący w barwach III Rzeszy. W latach 1934, 1935, 1937 oraz 1938 zdobywał złoty medal mistrzostw Europy w jedynkach. W 1937 wywalczył również złoty medal w dwójkach w parze z Kurtem Weidnerem. W 1935 zdobył srebro w dwójkach, a w 1939 srebro w jedynkach.
Jego siostra, Friedel Tietze, również była saneczkarką.